# シズルシンバル
シズルシンバル（英: Sizzle Cymbal）は、体鳴楽器であるシンバルの1種。シンバルに穴を開け、そこに鋲（リベット）を打ち込んだシンバルを指す。
“Sizzle”（ジュージューという音の擬音語）という名称が示すように、シズル処理を施したシンバルは「ジュワー」といったような独特の音響が得られる。一般的にはライドシンバルにシズル処理を施した物が多いが、クラッシュシンバルやチャイナシンバルを加工したシズルシンバルもある。

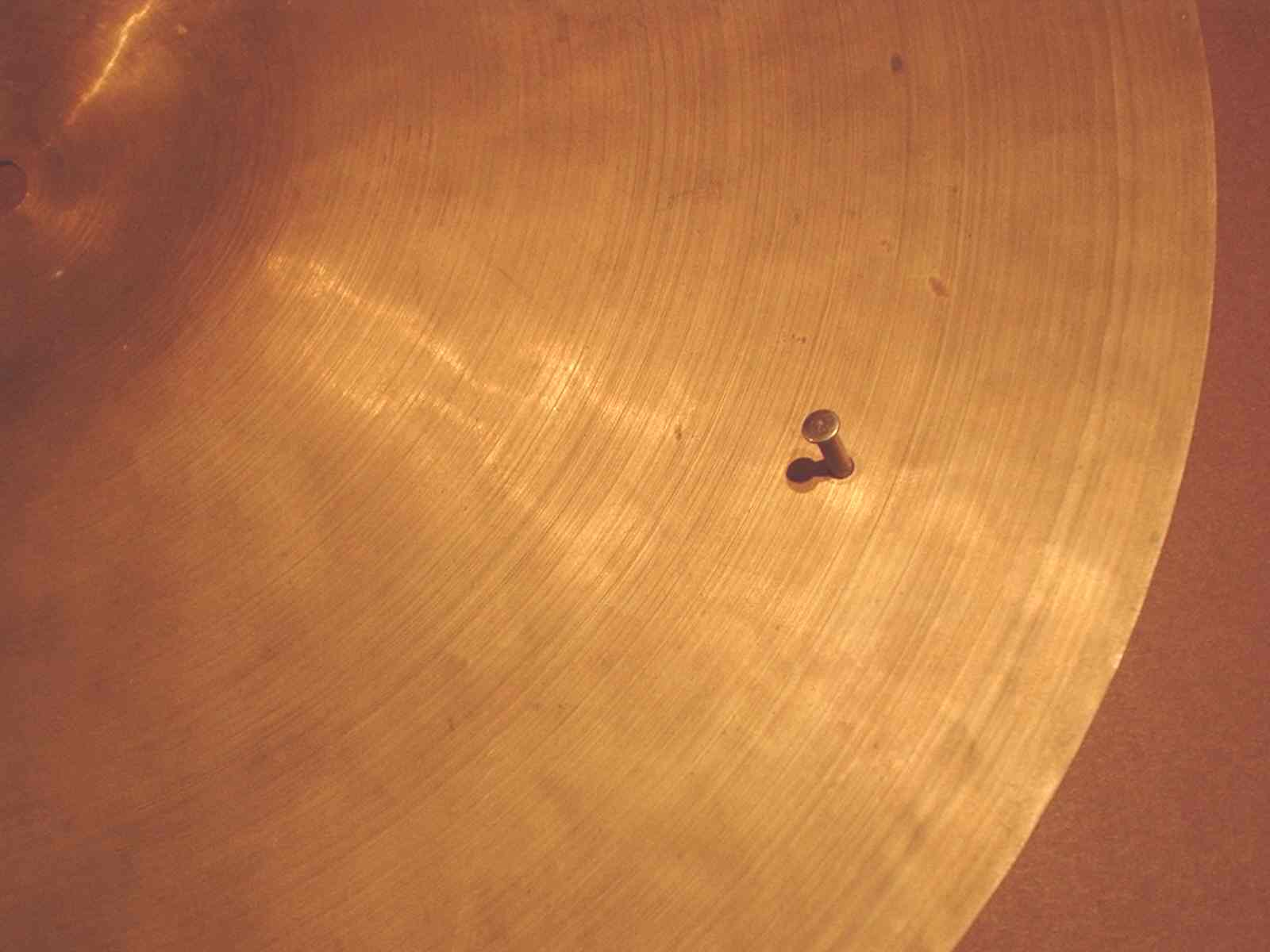
シズルシンバルの表面。鋲が打たれている。

シズルシンバルは比較的容易に自作することができ、手持ちのライドシンバルかクラッシュシンバルにドリルで穴を開け、そこに鋲を打つか、また手軽な物ではシンバルのトップから細かいチェーンを垂らしたものでも似たような響きを得ることができる。
ジャズやロックのほか、オーケストラでも用いられる。